# Callistethus magnificus
Callistethus magnificus är en skalbaggsart som beskrevs av Yuiti Wada 1998. Callistethus magnificus ingår i släktet Callistethus och familjen Rutelidae. Inga underarter finns listade.